# Cartier

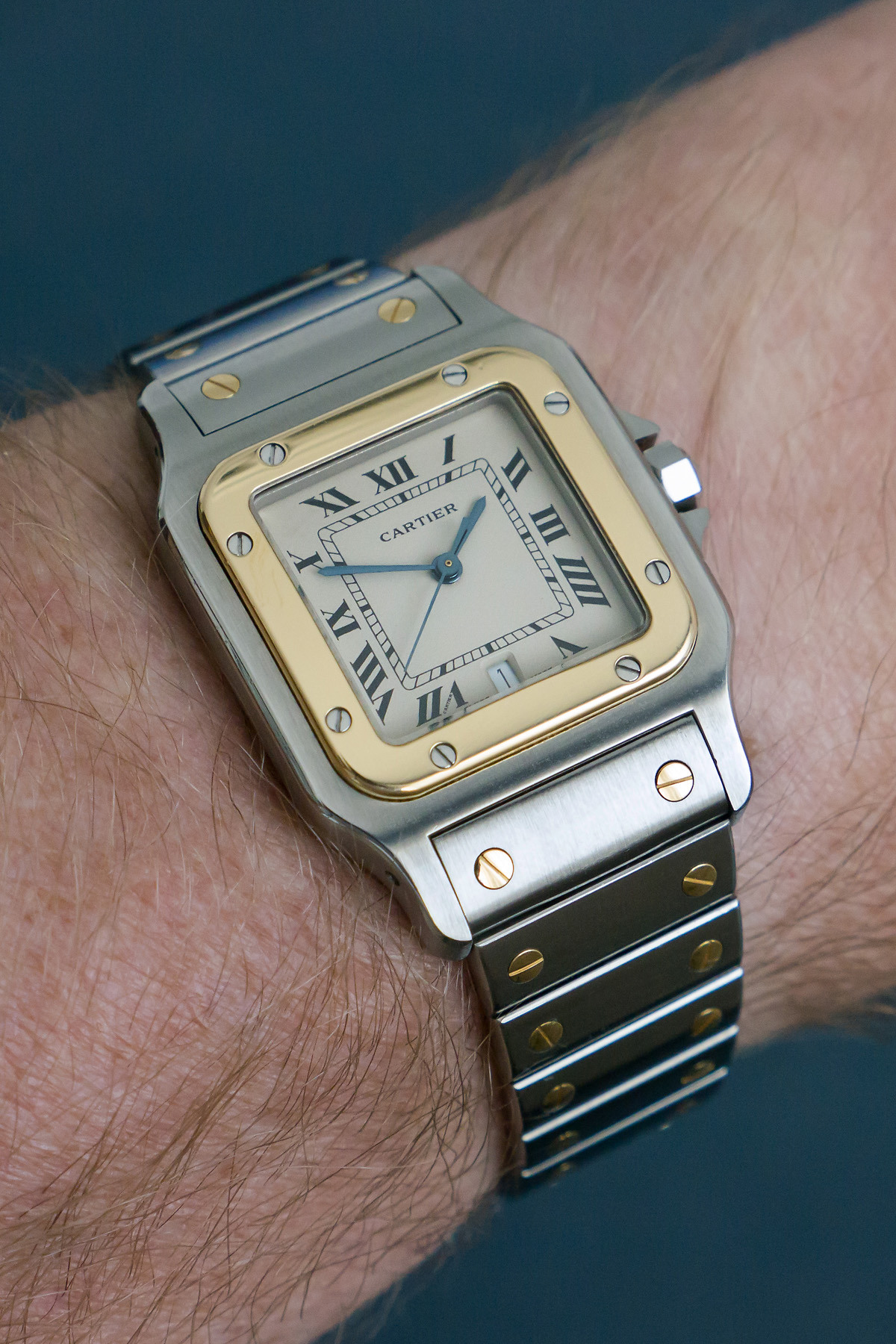
Cartier Santos – Stahl Gold – 1988

Cartier ist ein französisches Schmuck- und Uhrenunternehmen des Schweizer Luxusgüterkonzerns Richemont.

## Geschichte
Im Jahr 1847 übernahm Louis-François Cartier in Paris das Schmuckatelier seines Lehrmeisters und legte so den Grundstein für das heutige Unternehmen Cartier. Der von Hand angefertigte Schmuck feierte schnell Erfolge, so dass Cartier wenige Jahre später die französische Kaiserin Eugénie mit seinen Schmuckkreationen belieferte. Durch den Erfolg wuchs das Unternehmen rasch, weshalb 1859 ein Umzug an den Boulevard des Italiens erforderlich wurde. Zur gleichen Zeit weitete das Unternehmen sein Sortiment auf selbst angefertigte Uhren aus.
Im Jahr 1874 trat der Sohn des Unternehmensgründers, Louis-François-Alfred Cartier, in das Unternehmen ein und begann mit dem Aufbau der Uhrensparte des Unternehmens. Erste Uhren für das Handgelenk stellte er bereits 1888 aus, die sich bis zur Jahrhundertwende jedoch zunächst nur zögerlich verkauften. 1898 stieg Louis, ein Sohn Alfred Cartiers, in das Unternehmen ein. Er fertigte neben Taschen- und Armbanduhren auch Pendeluhren. Er verlagerte im November 1899 sein Hauptgeschäft in die Rue de la Paix 13, um die Ansprüche der wohlhabenden Kundschaft erfüllen zu können. Später verstärkten zwei weitere Söhne Alfred Cartiers, Jacques und Pierre, das Familienunternehmen und eröffneten 1902 die erste Filiale in London. Kurze Zeit später wurde Cartier Hoflieferant der britischen Königsfamilie. 
Im Jahr 1904 wurde die erste Fliegeruhr namens Cartier Santos entwickelt und feierte große Erfolge. Es war die erste Armbanduhr mit einem Lederarmband. Jacques Cartier spezialisierte sich auf den Perlenhandel und knüpfte Kontakte am Persischen Golf. 1907 gelang dem Unternehmen der Sprung nach Russland. 1909 eröffnete das erste Cartier-Geschäft in Amerika auf der Fifth Avenue in New York. Während des Zweiten Weltkriegs fertigte das Haus den Ordre de la Libération (dt. Orden der Befreiung) für die französische Résistance unter General Charles de Gaulle an.
Mit Kreationen wie dem Trinity- (1918) und dem Panther-Ring (1935) verbreitete sich der Ruf des Unternehmens immer weiter. Mit dem Tod von Jacques (1941) und Louis Cartier (1942) sowie des letzten Gründersohns Pierre Cartier im Jahr 1964 zerfiel das Familienunternehmen in drei Teile und die Familie gab einige Geschäftsfelder auf. 1974 wurden die drei Zweige zu dem neuen Konzern „Cartier Monde“ verschmolzen. Nach dem Zukauf anderer Luxuswarenhersteller, darunter Baume & Mercier, firmierte „Cartier Monde“ zur „Vendôme Luxury Group“ um. 
Das 1993 gegründete Institut d'Horlogerie Cartier (IHC) in Couvet (Kanton Neuenburg), Schweiz, begleitet Auszubildende bei der Ausbildung in den Berufen der Uhrmacherei und der Mechanik. Darüber hinaus empfängt das IHC jedes Jahr rund 100 Mitarbeiter, die an Weiterbildung oder Praktika teilnehmen.
Das Institut Cartier Joaillerie engagiert sich seit 2002 für die Weiterbildung und Förderung der Berufe in der Juwelierkunst. Das Institut ist Partner von Fachschulen, darunter der Haute École de la Joaillerie.
Seit 1997 gehört die Marke Cartier zur Schweizer Richemont-Gruppe mit Sitz in Genf.

## Produkte
Andere Produktlinien sind die von Gérald Genta stammende Pasha (in Erinnerung an den Pascha (englisch Pasha) von Marrakesch), Must und Tank. 1917 entstand die Tank, die mit ihren massiven Bandanstößen an die damals Aufsehen erregenden englischen Kampfpanzer Mark IV des Ersten Weltkriegs gestalterisch angelehnt war. Zum Dank für die Befreiung Frankreichs u. a. durch amerikanische Truppen überreichte Cartier 1918 dem US-General John J. Pershing, Oberst William Hayward u. a. jeweils ein Exemplar der neuen Armbanduhr. Das Modell Tank ist bis heute kaum verändert im Angebot. Bei den Uhrwerken besteht eine langdauernde Kooperation mit dem Schweizer Uhrenhersteller Jaeger-LeCoultre.
Typisch für den Schmuck von Cartier ist ein in vielen Variationen vorkommender Leopard (Kollektion: Panthère de Cartier), dessen Augen fast immer aus Smaragden bestehen. Die dunklen Flecken der Fellzeichnung sind aus Onyx oder Saphiren.
Die Fondation Cartier ist in Paris eine bedeutende Kunststiftung für die zeitgenössische Kunst. Architekt des modernen Gebäudes ist Jean Nouvel.
Am 30. April 2009 feierte Cartier sein 100-jähriges Bestehen in Amerika.

Die drei Stammgeschäfte in Paris, London und New York City
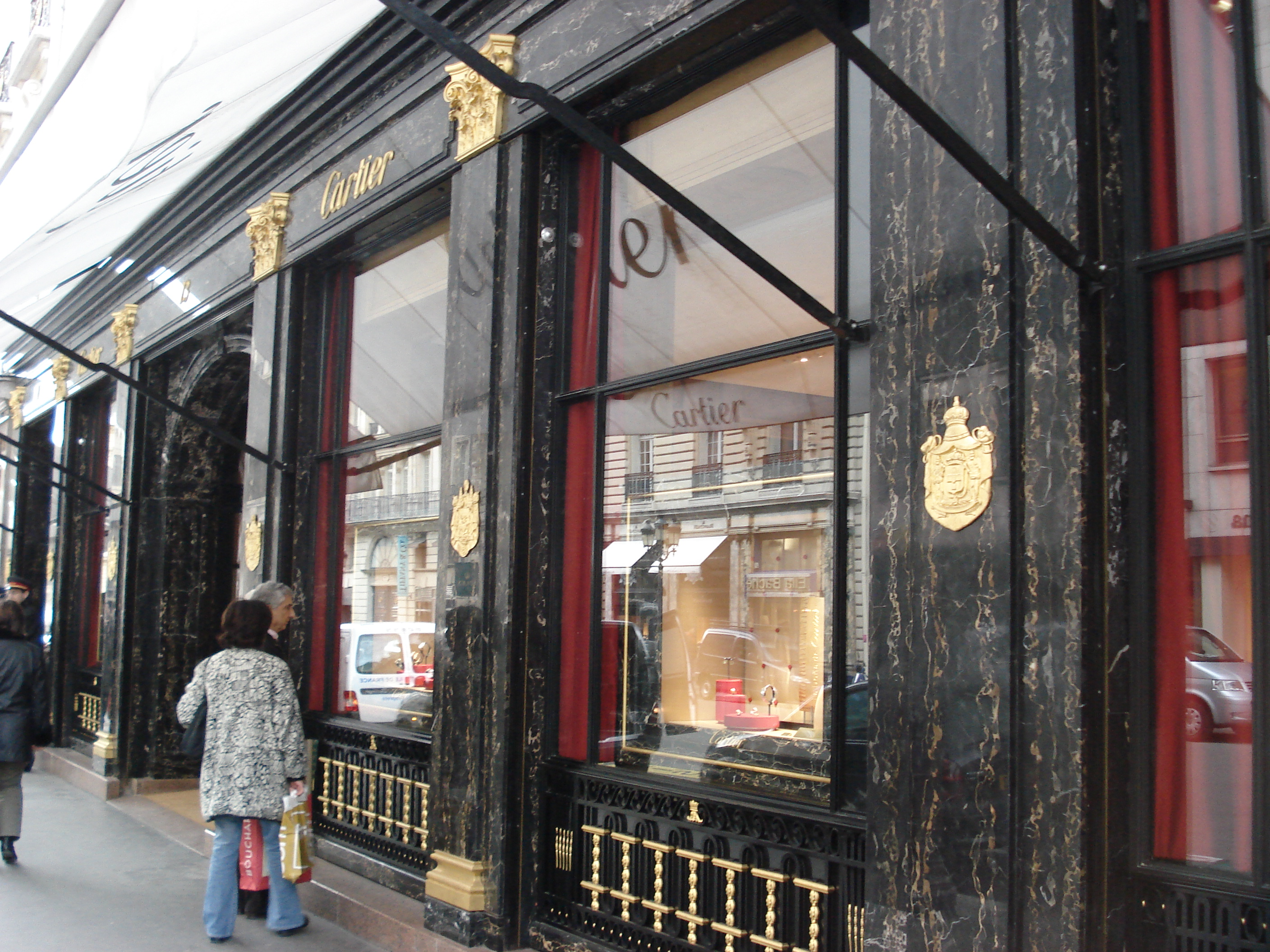
Paris, Rue de la Paix (1899)
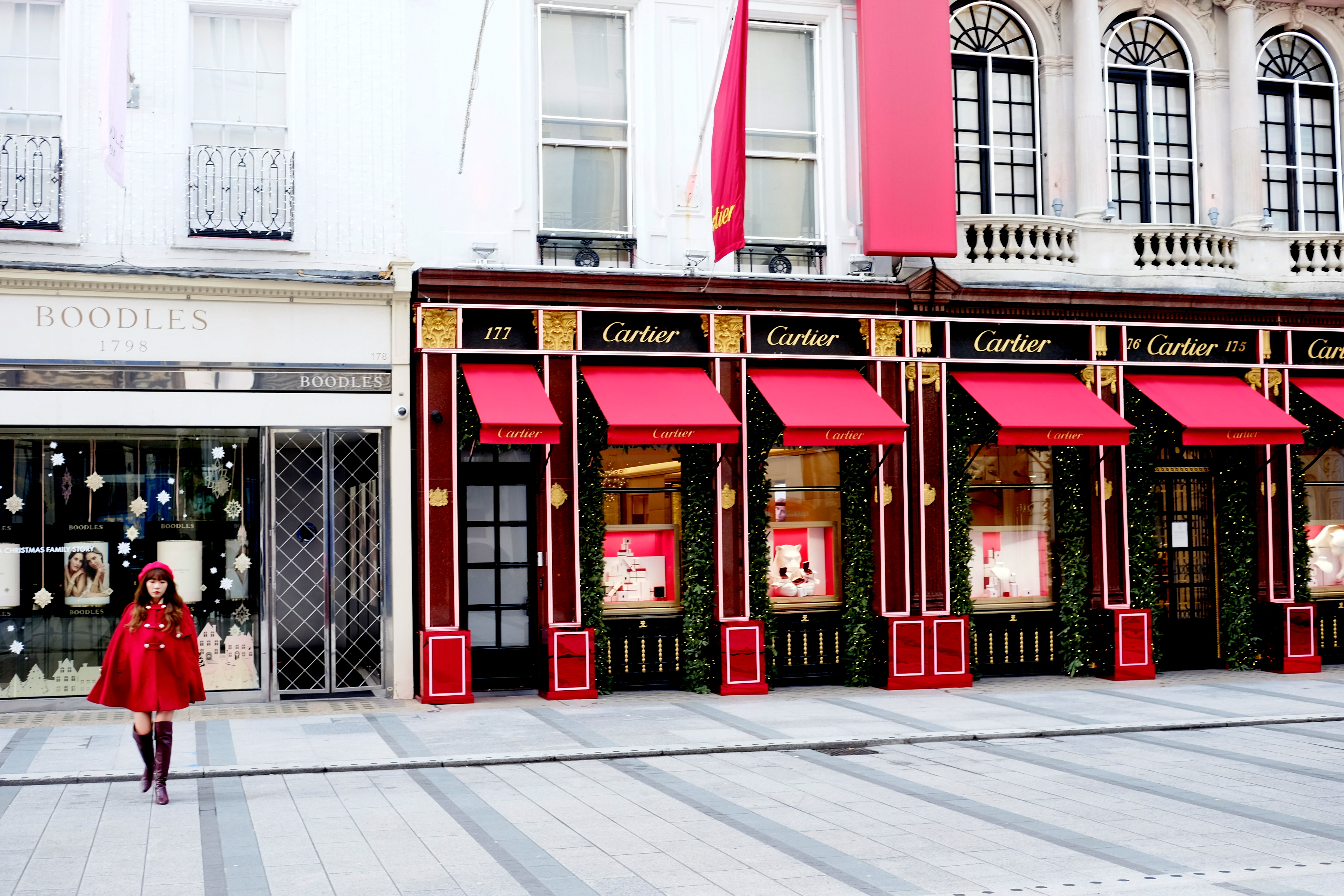
London, New Bond Street (1902)
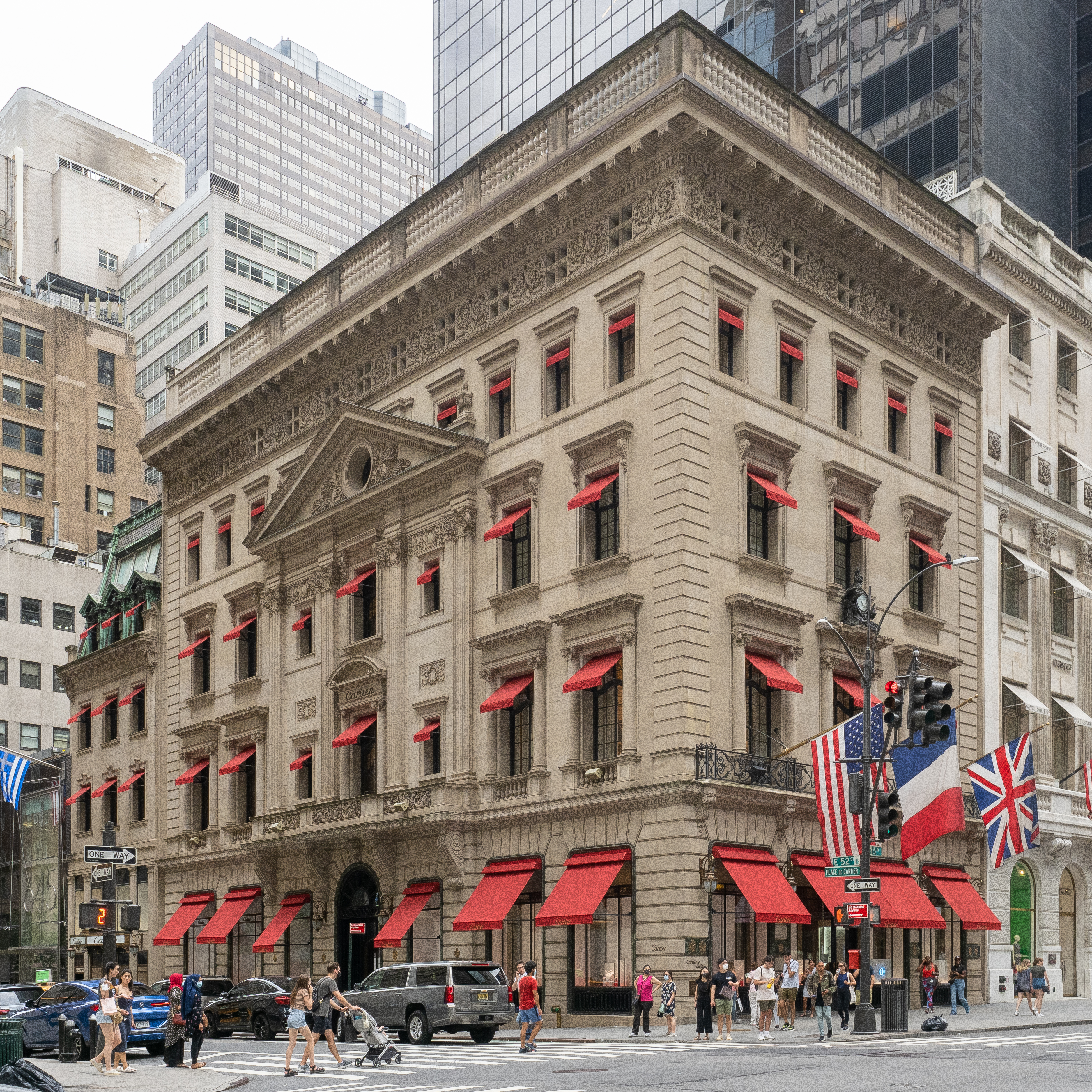
New York City, Fifth Avenue (1909)

Cartier-Geschäfte weltweit
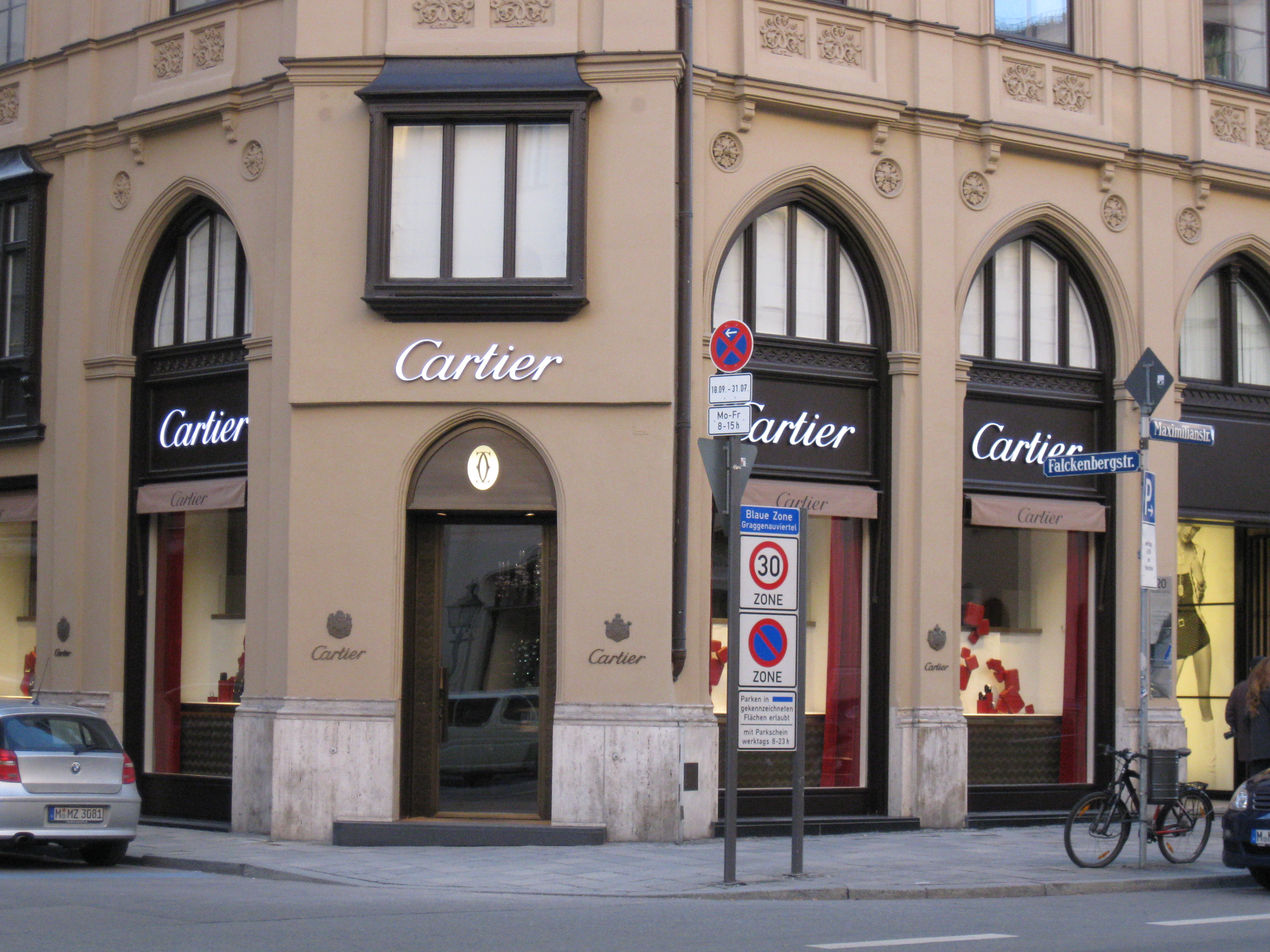
Cartier, München
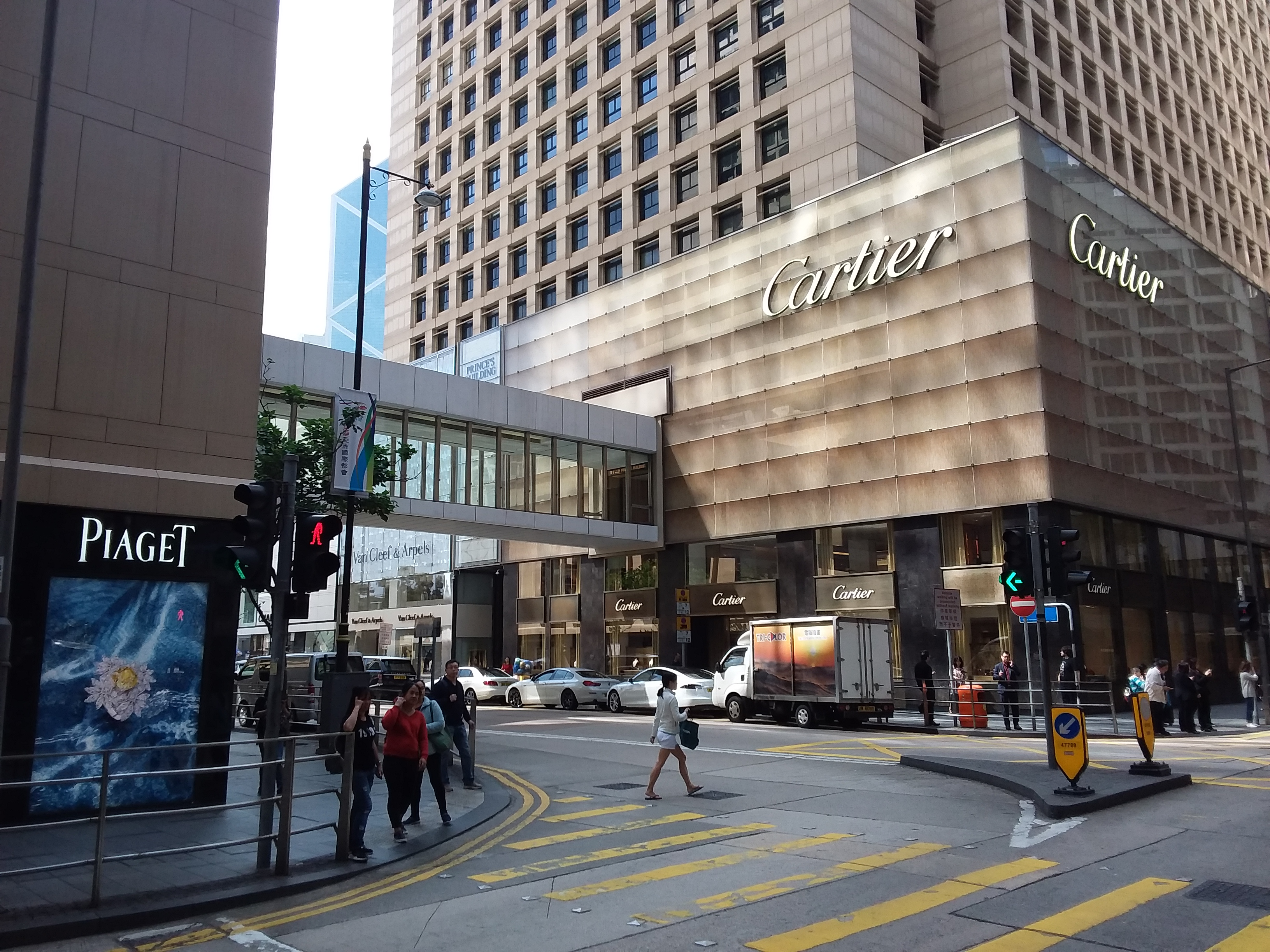
Cartier, Hongkong
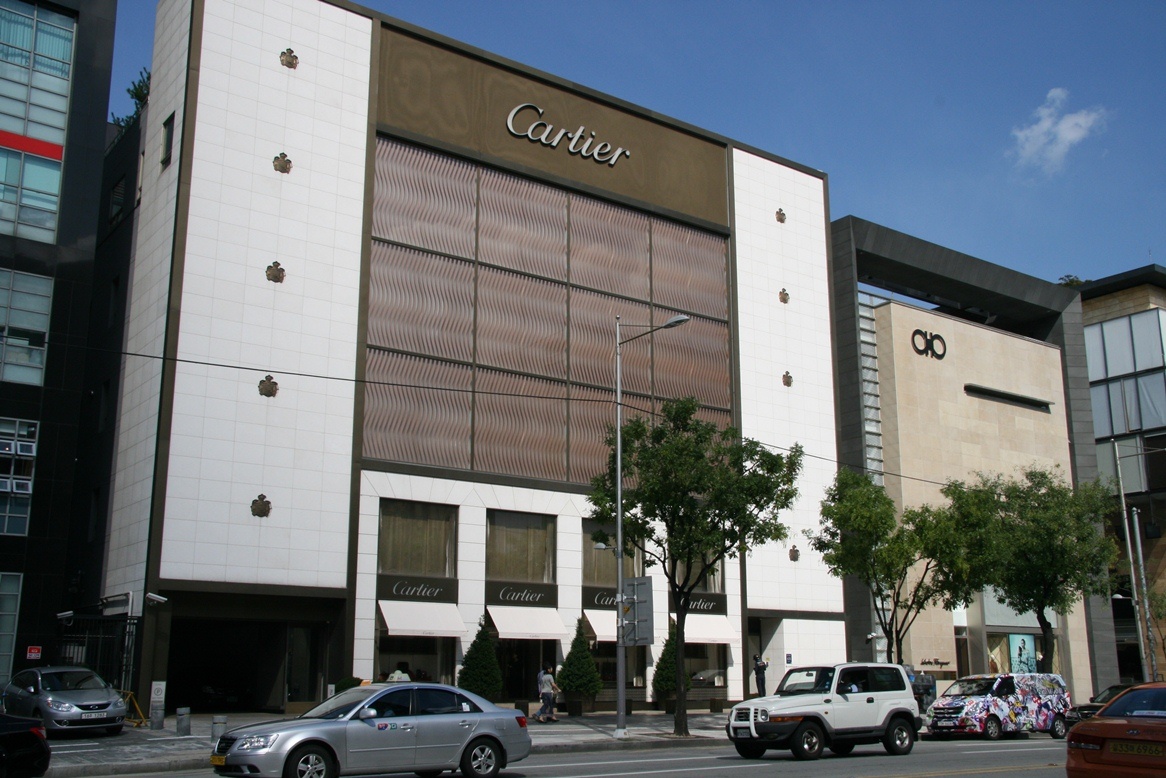
Cartier, Seoul
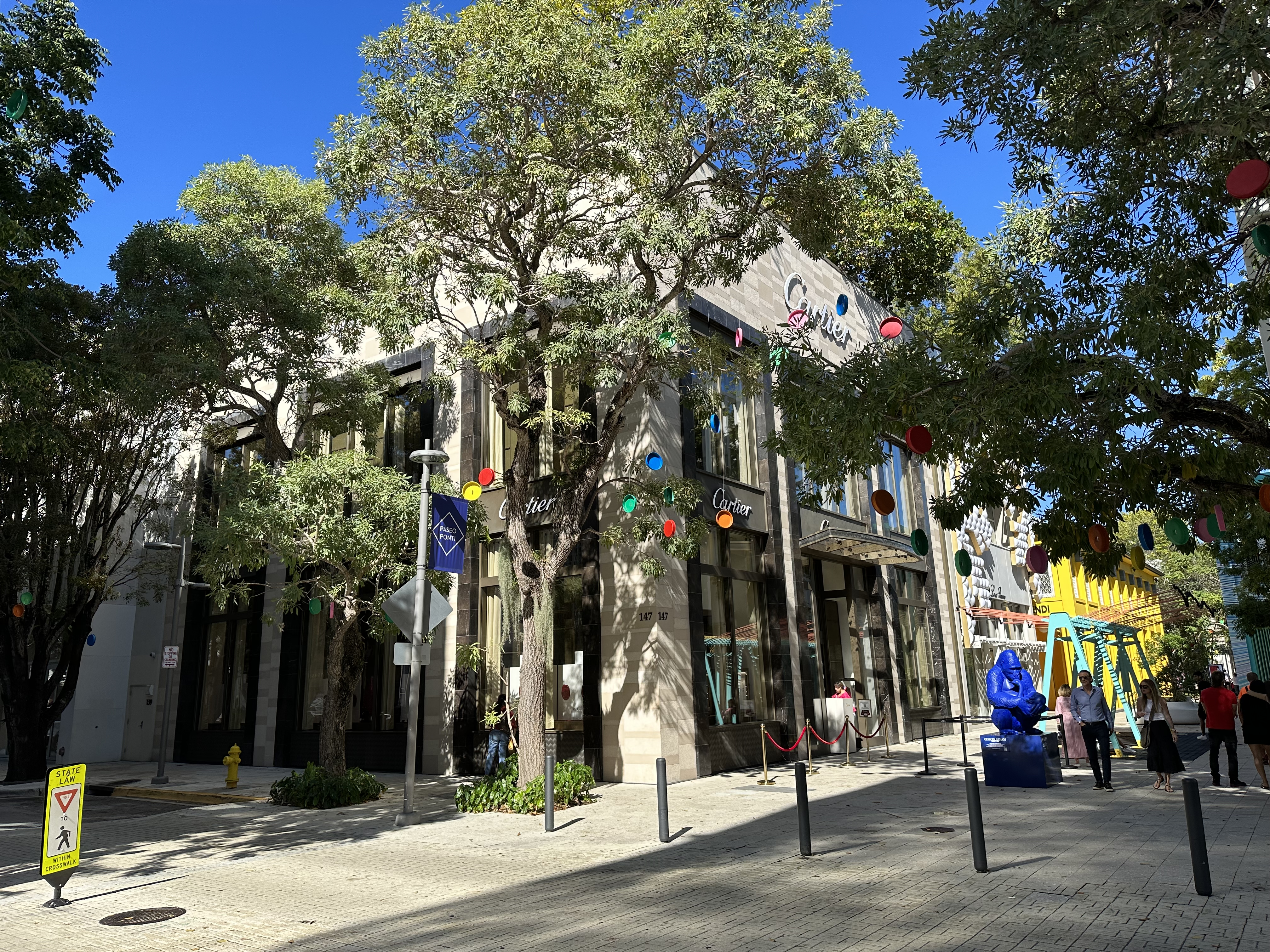
Cartier, Miami

## Ausstellung
- 2013/2014: Cartier: Le Style et l'Histoire, Grand Palais, Paris.